# Entlastungszentrum
Ein Entlastungszentrum trägt in größeren Städten zur Entlastung der Innenstädte (City) bei, indem flächenexpandierende Büro- und Dienstleistungsbetriebe verlagert werden. Dabei entstehen periphere Bürostandort-Konzentrationen in verkehrsgünstiger Lage (z. B. in der Nähe von Flughäfen).

## Beispiele
Ein Beispiel für ein Entlastungszentrum, welches größtenteils durch Dienstleistungsfunktionen gekennzeichnet ist, ist die Hamburger City-Nord, die ab Mitte der 1970er Jahre zwischen der Innenstadt und dem Flughafen angelegt wurde.
Im Rhein-Main-Gebiet wurde die Bürostadt Niederrad in den 1960er Jahren auf halbem Wege zwischen dem Frankfurter Stadtzentrum und dem Flughafen geplant.
In Düsseldorf ist rechtsrheinisch, nördlich der Innenstadt der Kennedydamm (88 Hektar) als Entlastungszentrum für die City ausgebaut worden sowie linksrheinisch der Bereich Seestern.